# Korpule
Korpule je naselje u slovenskoj Općini Šmarje pri Jelšahu. Korpule se nalazi u pokrajini Štajerskoj i statističkoj regiji Savinjskoj. 

## Stanovništvo
Prema popisu stanovništva iz 2002. godine naselje je imalo 80 stanovnika.